# Río Razón
El río Razón es un curso de agua del interior de la península ibérica, afluente del Tera. Discurre por la provincia española de Soria.

## Curso
Tiene su origen en la sierra Cebollera. Pedro Palacios lo describe como «riachuelo de curso constante, aunque ordinariamente de escaso caudal, formado con las procedentes de las gargantas de la sierra Cebollera, que afluyen al valle de Valdeavellano». En el Diccionario geográfico-estadístico-histórico de España y sus posesiones de Ultramar de Pascual Madoz, en la entrada correspondiente a Aldehuela del Rincón, se comenta cómo las aguas «del r. Razon que impulsan un molino harinero, son muy pocas en la estacion calorosa». Termina por desembocar en el río Tera.
Su tramo alto está protegido como reserva natural fluvial. Perteneciente a la cuenca hidrográfica del Duero, sus aguas acaban vertidas en el océano Atlántico.